# Полтавець-Гуйда Оксана Вікторівна
Оксана Вікторівна Полтавець-Гуйда (* 23 липня 1956, м. Київ) — заслужений художник України (2008), педагог, член Національної спілки художників України (з 1983 р.).  

## Біографія
Народилась в сім'ї народного художника України Віктора Полтавця, мати – викладач французької мови Людмила Василівна Полтавець. 
Батько не мріяв про кар'єру доньки в образотворчому мистецтві - був навіть проти: вважав цю професію заважкою для жінки. 
Оксана не поділяла думку батька, з дитинства прагнула малювати. Закінчивши з золотою медаллю звичайну київську середню загальноосвітню школу, ще рік навчалася як вільний слухач в останньому (старшому) класі Республіканської художньої середньої школи імені Тараса Шевченка
З 1975 по 1980 рік навчалась на живописному факультеті Київського державного художнього інституту (нині - Національна академія образотворчого мистецтва і архітектури). Викладачі з фаху – народний художник України В. В. Шаталін, народний художник України Т. М. Голембієвська.
Після закінчення інституту, з 1982 по 1985 рік, вдосконалювала свою майстерність у Творчих  майстернях Академії мистецтв УРСР (керівник – професор Сергій Григорьєв).
З 1980 року Оксана Полтавець-Гуйда представляє свої роботи на всеукраїнських, всесоюзних і закордонних колективних виставках. Персональні виставки: 1998 (Київ), 2006 (Київ) та 2017 (Київ), 2018 (Київ), 2019 (Чернігів).
Твори Оксани Полтавець-Гуйди зберігаються в музеях і приватних збірках України, Росії, Китаю, США, Німеччини та Італії. Творчості художниці присвячено телефільми,  радіопередачі, а також понад 40 публікацій у часописах, газетах, каталогах. 
Працює в галузі станкового живопису.
З 1983 року – член Національної спілки художників України.
З 2000 р. О.В. Полтавець-Гуйда присвячує розбудові Київського державного  інституту декоративно-прикладного мистецтва і дизайну ім. Михайла Бойчука та відродженню і становленню вищої мистецької освіти в Україні. З 2003  р.  – завідувач кафедри художніх основ факультету декоративно-прикладного мистецтва. 
З  2015 р. – в.о. ректора КДІДПМД імені М. Бойчука. 
З 2012 р. - доцент кафедри живопису.
У 2018 р.  під керівництвом О.В. Полтавець-Гуйди заклад набув статусу академії. За цей час удосконалювалися структура та кадрове забезпечення, оновлювалась матеріально-технічна база, відкривалися нові спеціалізації,  магістратура, аспірантура. Налагодилася міжнародна співпраця, започатковано збірник наукових праць «Мистецька освіта: методологія, досвід, практика» тощо.
Під керівництвом О.В. Полтавець-Гуйди було підготовлено нову генерацію фахівців-митців – членів Національної спілки художників України, педагогів, лауреатів міжнародних та всеукраїнських конкурсів. 

## Вибрані твори
- «Народні месники» (1980);
- «Великокняже полювання на Русі» (1980);
- «Прохідники» (1981);
- «Банька» (1982);
- «Останній автобус» (1982);
- «Будні на іподромі» (1982);
- «Натюрморт з металевим посудом» (1982);

- «На коноплях» (1985);
- «Покоління» (1987);
- «Сім’я» (1988);
- «Портрет Тамари Стратієнко, народної артистки України» (1986);
- «Дід Панас і буслики» (1989);
- «Творча група. Роздуми» (1989);
- «Літо в Паланзі»(1989);
- «В майстерні» (1990);
- «Портрет президента Леоніда Макаровича Кравчука» (1992);
- «Натюрморт зі срібним кавником» (1995);
- серія робіт «Сільські натюрморти» (з 1995);
- «Портрет народного артиста України Анатолія Хостікоєва» (1995);
- «Осінній натюрморт» (1996);
- «Великдень» (1997);
- «Копички» (1997);
- Монументально-декоративне панно триптих «Київ золотоверхий» (1997);
- «Стефанія» (1999);
- «Польові мальви» (1999);
- «Пейзаж з дубом-велетнем» (2000);
- «Портрет Тараса Петриненка» (2001);
- «Сусідки» (2001);
- «Весільні рушники»(2002);
- «Вечір над Удаєм»(2002);
- «Марія» (2003);
- «Дощик на покосах»(2003);
- «Портрет академіка О.Шалімова» (2003);
- «Портрет професора Радзіховського» (2003);

- «Портрет народної артистки України Наталі Сумської» (2003);
- Цикл «З української старовини» (1998-2001);
- «Внутрішній дворик. Китай»(2004);
- «Маска»(2005);
- «Мавка» (2005);
- Портрети сучасників та видатних людей України (2000-2001);
- серія «Сільські натюрморти» (2004-2006);
- «Натюрморт з китайською лялькою»(2005);
- «Різдвяний натюрморт з ангеликом» (2005);
- «Літечко» (2005);
- «Портрет М. Гуйди» (2006);
- «Автопортрет» (2006);
- «Портрет Чиоуна»(2006);
- «Творчість» (2009);
- «Портрет сестри художниці Наталії Полтавець» (2008);
- «Клятва І. Мазепи на вірність Україні» (2012);
- «Михасик та Іванка» (2013);
- «Світ дитинстваю Іванка та Михась» (2015);
- «Портрет Пилипа Орлика, творця Першої Конституції України» (2012);
- «Портрет Т. А. Скирди, директора Шоколадного будиночка в Києві» (2014);
- «Вид на Поділ» (2006)»
- «Подих весни» (2013);
- «Натюрморт з старовинним посудом» (2012);
- «Портрет народної артистки України Наталії Сумської в національному костюмі» (2013);
- «Тарас Шевченко та Семен Гулак-Артемовський» (2015);
- «Воля. Гідність. Вічність» (2016);
- «Портрет Тараса Компайніченка» (2016);
- «Львів’янка. Портрет художниці Вікторії Ковальчук» (2016);

## Нагороди, відзнаки
- Відмінник освіти України  (2007)

- Грамота Академії педагогічних наук України (2008)

- Подяка Прем’єр-міністра України (2008)

- Почесний знак «Петра Могили» (2009)

- Лауреат премії ім. Тетяни Яблонської (2017)

- Орден «Кирила і Мефодія» Київського Патріархата (2017)

- Подяка фонду культури України (2017)

- Подяка  фонду Л.Д. Кучми (25.10.2017)

- Лауреат Міжнародної премії УФК імені Володимира Винниченка (2018)

- Почесний диплом Національної академії мистецтв України (2018)

- Нагрудний знак «За наукові та освітні досягнення» (2018)

- Почесна грамота Національної академії мистецтв України (2018)

- Медаль Національної академії педагогічних наук України «Ушинський К. Д.» (2019)

- Почесний диплом «Кришталевий ріг достатку» Міжнародної академії рейтингових технологій і соціології «Золота фортуна (2019).

## Родина
- Чоловік - Гуйда Михайло Євгенович, Заслужений діяч мистецтв України, народний художник України, професор Національної академії образотворчого мистецтва і архітектури;
- Доньки - Марія (художниця), Стефанія;
- Внуки - Іванка, Михайлик, Соломія, Мальвіна